# Дрізд бразильський
Дрізд бразильський (Turdus subalaris) — вид горобцеподібних птахів родини дроздових (Turdidae). Мешкає в Південній Америці. Раніше вважався конспецифічним з аргентинським дроздом.

## Опис
Довжина птаха становить 21 см. У самців голова чорна, верхня частина тіла темно-сіра. Горло біле, поцятковане темними смугами, груди сірі, живіт білий. Дзьоб жовтий. Самиці мають переважно тьмяно-коричневе забарвлення, легко поцятковане плямками. Спів пронизливий, має незвичний метелевий тембр.

## Поширення і екологія
Бразильські дрозди гніздяться на південному сході Бразилії, на сході Парагваю та на північному сході Аргентини (Місьйонес, Коррієнтес). Взимку частина популяцій мігрує на північ, досягаючи центральної Бразилії. Бразильські дрозди живуть у вологих тропічних лісах, галерейних лісах, на плантаціях і в садах. Зустрічаються на висоті до 1000 м над рівнем моря.